# Peter Mandelson
Peter Benjamin Mandelson báró (1953. október 21. –) angol munkáspárti politikus, Tony Blair és Gordon Brown mellett a brit Munkáspártot megújító New Labour központi alakja, a Labour kormányokban számos pozíció betöltője, többek között gazdasági miniszter, majd az északír ügyek minisztere, 2004 és 2008 között az Európai Unió kereskedelmi biztosa.

## Élete

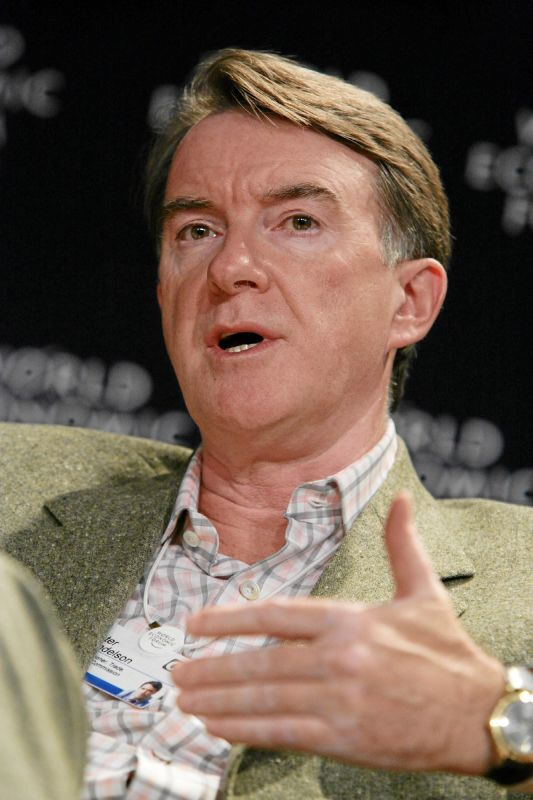
Peter Mandelson

Mandelson 1953-ban született Londonban, apja a The Jewish Chronicle hirdetési igazgatója volt, anyja révén Herbert Morrison munkáspárti politikus unokája. A középiskolai tanulmányai elvégzése után 1973 és 1976 között Oxfordban tanult filozófiát és politikatudományt.

### Politikai karrierje
A hetvenes évek végén megválasztották a British Youth Council igazgatójának. 1979 és 1982 között önkormányzati képviselő volt a londoni Lambeth negyedben. Egy rövid televíziós kitérő után 1985-ben a Munkáspárt kommunikációs igazgatójává nevezték ki.
1992-ben megválasztották Hartlepool parlamenti képviselőjének. Ebben az időszakban került közelebbi kapcsolatba a munkáspárti árnyékkormány két tagjával, Tony Blairrel és Gordon Brownnal. A Munkáspárt 1997 győzelme után kormányzati pozíciót kapott: először tárcanélküli miniszter, majd 1998-tól ipari és kereskedelmi miniszter volt. Miután korrupciós ügybe keveredett, hat hónappal a kinevezése után lemondott. 1999-ben alig tíz hónapnyi kihagyás után újra miniszteri megbízást kapott: északír ügyekért felelős miniszter lett. 2001-ben ismét korrupciós gyanúba keveredett, és bár a vizsgálóbizottság megállapítása szerint nem követett el törvénytelenséget, a posztjáról ismét lemondott. Bár botrányai miatt többen leírták politikai karrierjét, 2001-ben ismét nagy többséggel választották meg parlamenti képviselőnek.
2004-ben a José Manuel Barroso vezetése alatt alakult új Európai Bizottság kereskedelmi biztosa lett. Ezt a tisztséget 2008-ig viselte, ekkor újra miniszteri pozíciót kapott Gordon Brown kormányában. Gazdasági miniszteri kinevezése mellett 2008. október 13-án bárói kinevezést kapott, így azóta a Lordok Háza tagja.

### Magánélete
Mandelson szexuális irányultsága 1998-ban került a média figyelmébe: Matthew Parris újságíró, korábbi parlamenti képviselő egy interjúbán azt állította, Mandelson minden bizonnyal meleg. Bár homoszexualitása korábban is ismert volt, a média tartózkodott ennek nyílt tárgyalásától. Az interjú után azonban a brazil Reinaldo Avila da Silvához fűződő viszonya nem volt többé tabu. 1999-ben megjelent életrajza elkészítésekor már maga is hozzájárult a magánéletére vonatkozó információk közléséhez. A nyilvánosság elé párjával először 2000-ben lépett, ekkor közös fotók jelentek meg róluk.

## Külső hivatkozások
- BBC profile of Peter Mandelson